# 生沼晴嗣
生沼 晴嗣（おいぬま せいじ）は、日本のヴィオリスト。

## 経歴
栃木県出身。東京芸術大学付属高校を経て、1970年、東京芸術大学卒業後、日本フィルハーモニー交響楽団に入団。1973年退団。
その後、1953年に日本で最初の室内オーケストラとして誕生した、古典音楽協会室内合奏団や、東京ゾリステンを経て、1976年より巖本真理弦楽四重奏団にて活躍。
1992年より、読売日本交響楽団ソロ・ヴィオラ奏者に就任。2012年3月退団。
『笑い』『愛』『音楽』をコンセプトに演奏活動を行う、WAO弦楽四重奏団ヴィオラ奏者も務めている。
水戸室内管弦楽団団友。日本大学芸術学部講師、武蔵野音楽大学講師として後進の指導にも当たった。

## 出演
- マツコの知らない世界（2015年5月12日）